# Глинциг

Мельница

Гли́нциг или Глинск (нем. Glinzig; н.-луж. Glinsk) — деревня в Нижней Лужице, Германия. Входит в состав коммуны Кольквиц района Шпре-Найсе в земле Бранденбург.

## География
Находится в девяти километрах западнее Котбуса при железной дороге на линии Котбус — Галле. На севере деревни пролегает автомобильная дорога 115 (Люббен — Котбус).
Соседние деревни: на севере — деревня Далиц, на востоке — административный центр коммуны Голкойце, на юге — деревня Кошнойце коммуны Дребкау, на западе — деревня Лимбарк и на северо-западе — деревня Кособуз.

## История
Впервые упоминается в 1363 году под наименованием Glynczk. После Венского конгресса 1815 года деревня отошла к Прусскому королевству.
С 1952 по 1993 года входила в состав в административный округ Котбуса. С 1993 года входит в современную коммуну Кольквиц.
В настоящее время деревня входит в состав культурно-территориальной автономии «Лужицкая поселенческая область», на территории которой действуют законодательные акты земель Саксонии и Бранденбурга, содействующие сохранению лужицких языков и культуры лужичан.

## Население
Официальным языком в населённом пункте, помимо немецкого, является также нижнелужицкий язык.
Согласно статистическому сочинению «Dodawki k statisticy a etnografiji łužickich Serbow» Арношта Муки в 1884 году проживало 388 человек (из них — 388 серболужичан (100 %)).
Лужицкий демограф Арношт Черник в своём сочинении «Die Entwicklung der sorbischen Bevölkerung» указывает, что в 1956 году при общей численности в 451 человек серболужицкое население деревни составляло 18 % (из них нижнелужицким языком активно владело 61 человек, 18 — пассивно и 2 несовершеннолетних владели языком).
| 1875 | 1890 | 1910 | 1925 | 1939 | 1946 | 1964 | 1992 | 2006 |
| ---- | ---- | ---- | ---- | ---- | ---- | ---- | ---- | ---- |
| 379  | 396  | 365  | 364  | 574  | 470  | 382  | 272  | 666  |